# Blepharodon perijaense
Blepharodon perijaense är en oleanderväxtart som beskrevs av G. Morillo. Blepharodon perijaense ingår i släktet Blepharodon och familjen oleanderväxter. Inga underarter finns listade i Catalogue of Life.